# Wolfgang Andres
Wolfgang Andres (* 25. April 1939 in Berlin; † 1. Mai 2002) war ein deutscher Geograph, Geologe und Geomorphologe.

## Leben und Wirken
Wolfgang Andres studierte ab 1958 an der Justus-Liebig-Universität Gießen Physik, wechselte 1960/61 zum Studium der Geographie, Geologie und Meteorologie an die Johann Wolfgang Goethe-Universität Frankfurt am Main und wurde 1966 mit seiner unter Herbert Lehmann (1901–1981) angefertigten und methodisch stark von Arno Semmel beeinflussten Dissertation Morphologische Untersuchungen im Limburger Becken und in der Idsteiner Senke promoviert. Anschließend war er Wissenschaftlicher Mitarbeiter am Geographischen Institut der Johannes Gutenberg-Universität Mainz, wurde 1969 Akademischer Rat, 1972 Akademischer Oberrat und 1975 Akademischer Direktor und nach seiner 1975 vollendeten Habilitation mit seinem Afrika-Forschungsschwerpunkt zum Thema Studien zur jungquartären Reliefentwicklung des südwestlichen Anti-Atlas und seines saharischen Vorlandes (Marokko) kurz darauf in Mainz zum Professor ernannt. Wolfgang Andres folgte 1976/77 dem Ruf einer Professur für Physische Geographie an die Philipps-Universität Marburg und 1992 in der Nachfolge von Arno Semmel an das Institut für Physische Geographie der Johann Wolfgang Goethe-Universität Frankfurt am Main. 
Wolfgang Andres, der vor allem an geomorphologisch-paläoklimatischen Fragestellungen im Rheinischen Schiefergebirge sowie in Marokko und Ägypten forschte, wurde wenige Wochen vor seinem Tod am 26. März 2002 unter der Matrikel-Nr. 6776 als Mitglied in die Deutsche Akademie der Naturforscher Leopoldina aufgenommen.

## Schriften
- Morphologische Untersuchungen im Limburger Becken und in der Idsteiner Senke. Dissertation, Frankfurt a. M. 1966
- Morphologische Untersuchungen im Limburger Becken und in der Idsteiner Senke. Rhein-mainische Forschungen, 61, Kramer, Frankfurt a. M. 1967
- Studien zur jungquartären Reliefentwicklung des südwestlichen Anti-Atlas und seines saharischen Vorlandes (Marokko). Mainzer Geographische Studien, Heft 9, Geographisches Institut der Johannes Gutenberg-Universität Mainz, Mainz 1977